# Joseph Henry Gilbert

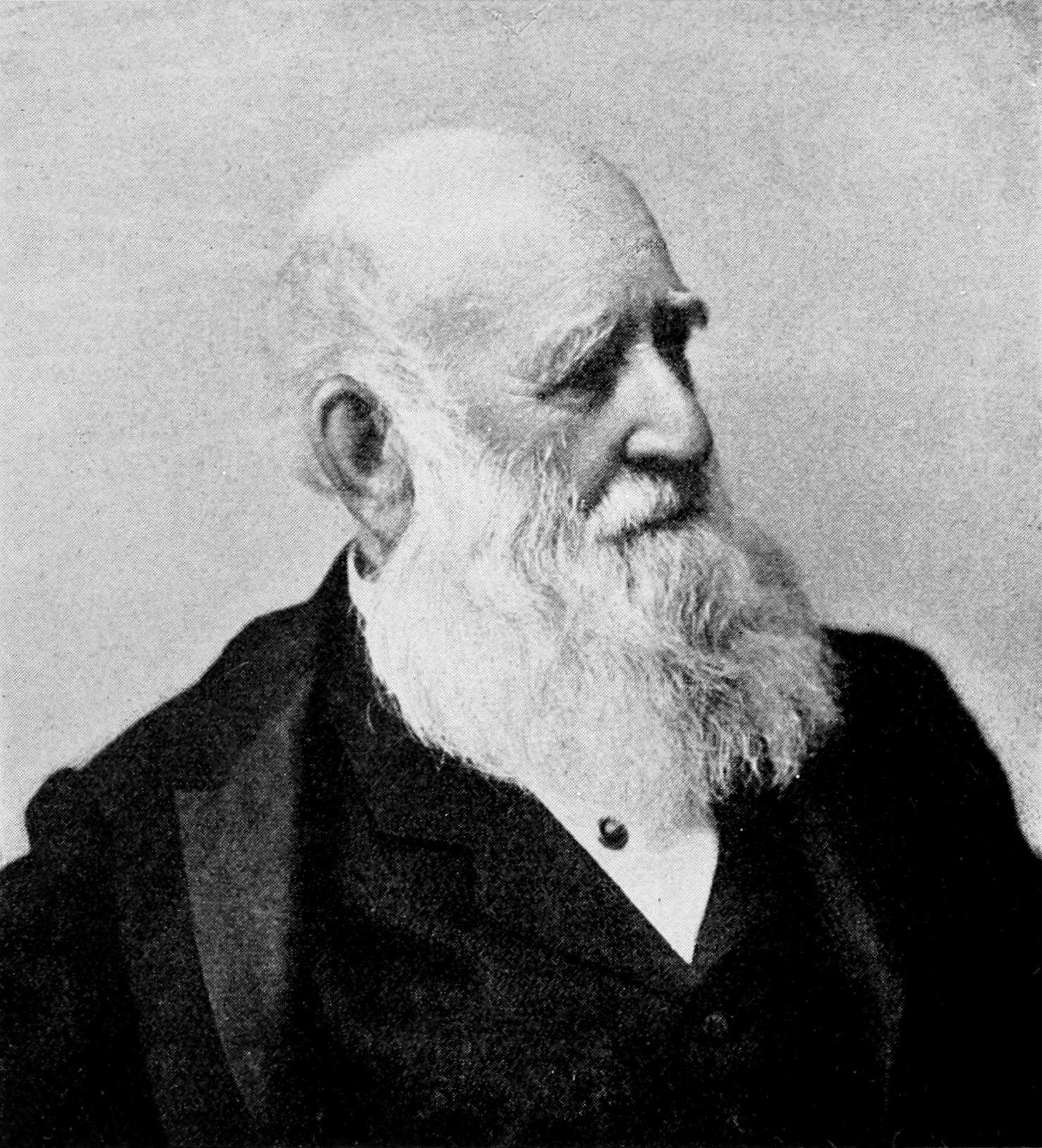
Sir Joseph Henry Gilbert.

Sir Joseph Henry Gilbert, född 1 augusti 1817 i Kingston upon Hull i Yorkshire, död 23 december 1901 i Harpenden i Hertfordshire, var en engelsk kemist.
Gilbert anställde efter 1843 tillsammans med John Bennet Lawes flera utomordentligt viktiga agrikulturkemiska experiment, som gav anledning till stridsskrifter av bland andra Justus von Liebig. Gilbert och Lawes tilldelades Royal Medal 1867. Gilbert var 1884-1890 professor i agrikulturkemi vid Oxfords universitet.